# 月桂花环

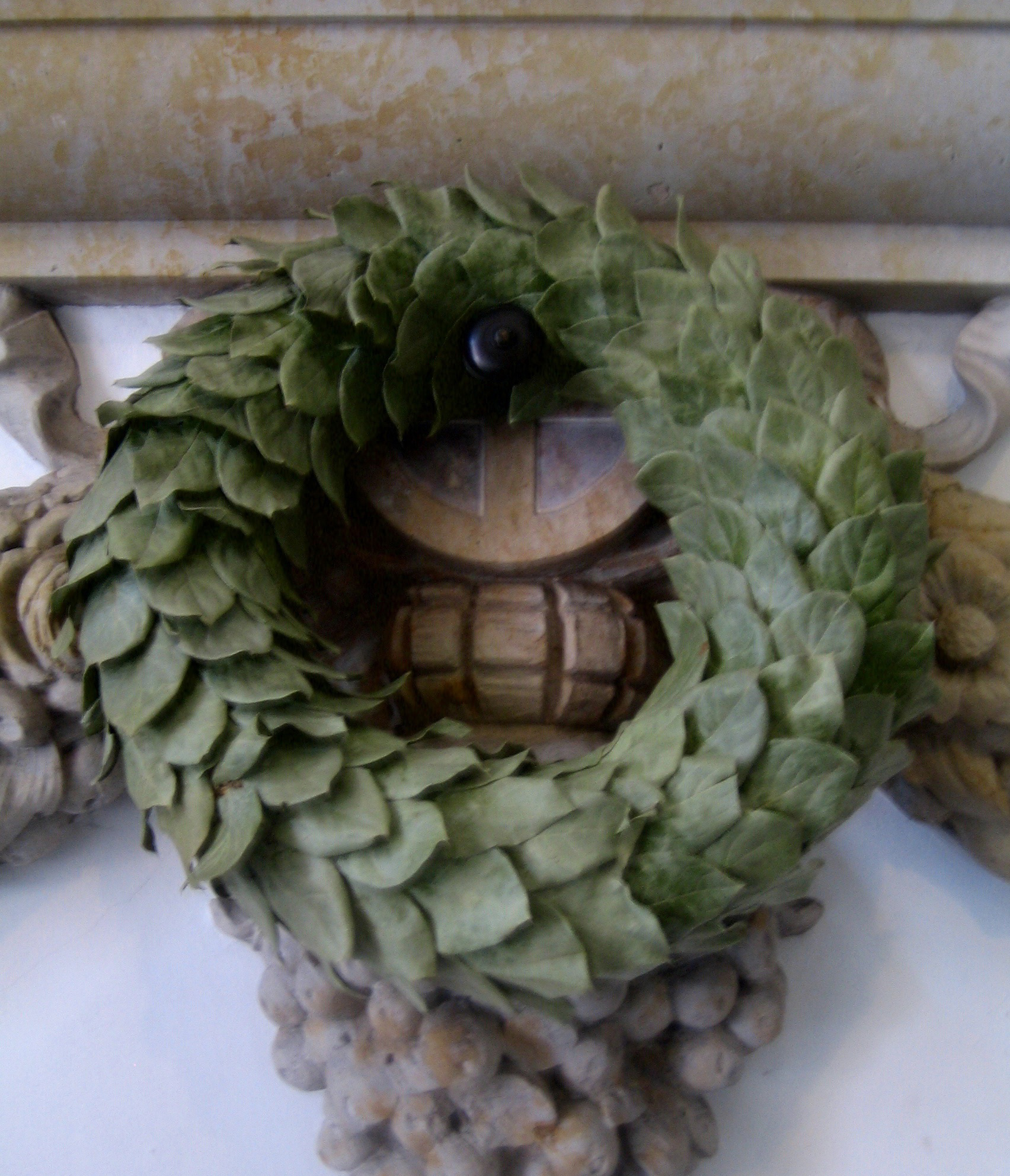
丹麦议会的一处纪念碑上的月桂花环

月桂花环（英語：Laurel wreath）是一种以月桂编织而成的环状头冠，在希腊神话中，阿波罗头上所戴的就是月桂花环。在古希腊时代，月桂花环是颁授给比赛优胜者的奖励，而在古罗马时代，月桂花环则是颁授给兵士的一种奖励品，特别是赐于在战场上凯旋的军队将领。古时候的月桂花环是被编织成马蹄环状的，而现代的月桂花环则是被编织成圆环状。

## 学术

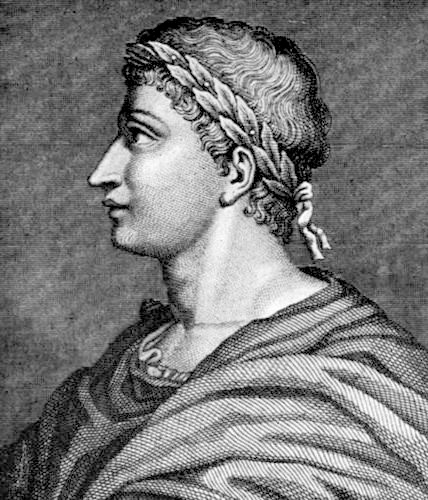
头戴月桂花环的奥维德

意大利大學的畢業典禮仍然從古禮使用月桂花環而非學士服。
一些重視古典教育的美國文理學院如里德学院使用月桂花環作爲畢業儀仗。